# 111 Ate
111 Ate è un grande e scuro asteroide carbonioso situato nella Fascia principale.
Ate fu scoperto il 14 agosto 1870 da Christian Heinrich Friedrich Peters dall'osservatorio dell'Hamilton College di Clinton (New York, USA). Fu battezzato così in onore di Ate, nella mitologia greca personificazione della distruzione.
Nel 2000, a distanza di soli due mesi, sono state osservate due occultazioni stellari di Ate.